# サン・ジョヴァンニ・イラリオーネ
サン・ジョヴァンニ・イラリオーネ（伊: San Giovanni Ilarione）は、イタリア共和国ヴェネト州ヴェローナ県にある、人口約4,900人の基礎自治体（コムーネ）。

## 地理

### 位置・広がり

#### 隣接コムーネ
隣接するコムーネは以下の通り。括弧内のVIはヴィチェンツァ県所属を示す。
- カッツァーノ・ディ・トラミーニャ
- キャンポ (VI)
- モンテッキーア・ディ・クロザーラ
- ロンカー
- トレニャーゴ
- ヴェステナノーヴァ

### 気候分類・地震分類
気候分類では、zona E, 2612 GGに分類される。
また、イタリアの地震リスク階級 (it) では、zona 2 (sismicità media) に分類される。